# Peter Hammer (Mathematiker)
Peter Ladislaw Hammer, zeitweise veröffentlichte er als Petru Ivanescu, (* 23. Dezember 1936 in Timișoara, Königreich Rumänien; † 27. Dezember 2006 bei Princeton, New Jersey) ist ein rumänisch-US-amerikanischer Mathematiker, der sich mit Kombinatorik und Operations Research beschäftigt.

## Leben
Hammer studierte an der Universität Bukarest, wo er 1958 sein Diplom machte und 1965 bei Grigore Moisil promoviert (Pseudo-Boolean Programming and its Applications). 1961 heiratete er Anca Ivanescu und nahm in dieser Zeit zeitweilig ihren Nachnamen an. Mit ihr hatte er zwei Söhne. 1966 erhielt er den George Tzitzeica Preis der Rumänischen Akademie der Wissenschaften. 1967 ging er mit seiner Frau nach Israel, wo er Professor am Technion in Haifa wurde. 1969 ging er nach Kanada als Professor an die Universität Montreal (er wurde auch kanadischer Staatsbürger). 1972 wechselte er auf eine Professur an der University of Waterloo und 1983 an die Rutgers University. Er wurde US-amerikanischer Staatsbürger und gründete an der Rutgers University das Rutgers University Center for Operations Research (Rutcor). Er spielte auch eine wichtige Rolle dabei, DIMACS an die Rutgers University zu holen. Er starb 2006 bei einem Autounfall nahe Princeton.
Er ist bekannt für grundlegende Arbeiten in der Theorie Boolescher Funktionen und verfolgte ihre Anwendung in vielen Bereichen (Graphentheorie, ganzzahlige Programmierung, Operations Research). Er wandte Pseudo-Boolesche-Funktionen auch bei Data-Mining an und in der Datenanalyse (Logical Data Analysis, LDA). Er war Autor oder Herausgeber von 19 Büchern und über 240 wissenschaftlichen Aufsätzen.
1998 erhielt er mit Anthony J. W. Hilton die Euler-Medaille. Er war Mitherausgeber von Discrete Mathematics, Discrete Applied Mathematics, Discrete Optimization, Annals of Discrete Mathematics, Annals of Operations Research und der SIAM Monographs on Discrete Mathematics and Applications. Er war Ehrendoktor der ETH in Lausanne, der Universität Rom (La Sapienza) und der Universität Lüttich. Er war Gründungsmitglied des Institute of Combinatorics and its Applications und er war Fellow der American Association for the Advancement of Science.

## Schriften
- Pseudo-Boolean Programming and its Applications (= Lecture Notes in Mathematics. 9). Springer, Berlin u. a. 1965.
- mit Sergiu Rudeanu: Pseudo-Boolean Methods for Bivalent Programming (= Lecture Notes in Mathematics. 23). Springer, Berlin u. a. 1966.
- mit Sergiu Rudeanu: Boolean Methods in Operations Research and Related Areas (= Ökonometrie und Unternehmensforschung. 7, ISSN 0078-3390). Springer, Berlin u. a. 1968, (französische Übersetzung: Méthodes booléennes en recherche opérationnelle. Dunod, Paris 1970).
- als Herausgeber mit Yves Crama: Boolean Models and Methods in Mathematics, Computer Science, and Engineering (= Encyclopedia of Mathematics and its Applications. 134). Cambridge University Press, Cambridge u. a. 2010, ISBN 978-0-521-84752-0.
- mit Yves Crama: Boolean Functions. Theory, Algorithms and Applications (= Encyclopedia of Mathematics and its Applications. 142). Cambridge University Press, Cambridge u. a. 2011, ISBN 978-0-521-84751-3.